# 龚品梅
龔品梅樞機（英語：Cardinal Ignatius Kung Pin-mei；1901年8月2日—2000年3月12日），又名龔天爵，聖名依納爵，生於中國江蘇省松江府川沙撫民廳唐墓橋（今上海市浦東新區唐鎮）的一個天主教家庭。他為羅馬天主教會司鐸级樞機並曾任上海教區主教、南京總教區和蘇州教區宗座署理。

## 生平

### 求學經歷
清光绪二十七年（1901年8月2日）出生在江苏省松江府川沙抚民厅唐墓桥的一个天主教家庭，童年時在耶稣会创办的圣依纳爵公学读书（今徐汇中学）。民國九年（1920年），19岁時進入神学院研修。

### 司铎时期
民國十九年（1930年5月28日），29岁時，晋升为一名司铎（神父），从事教育工作，先后担任任多间天主教小学、中学校长。
中国抗日战争结束后，由震旦大学附属中学主任调任上海胶州路金科中学校长。

### 晋牧
1949年8月9日，被聖座任命为苏州教区主教，10月7日接受驻华教廷公使黎培理总主教、华理柱主教的祝圣。
1950年7月15日，龚品梅兼任上海、苏州及南京三教区主教，主教公署设在上海四川南路的洋泾浜圣若瑟堂（主教座堂仍为董家渡圣方济各沙勿略堂），为上海教区首任中国籍主教。

### 1950年代初与中国政府对抗
中华人民共和国成立后，聖座於1950年代与中国天主教会断绝联系，中华人民共和国政府组织了一个爱国天主教徒“群众团体”中国天主教教友爱国会（后改称中国天主教愛國會）。
但龚品梅抵制中国政府对天主教会的“改造”和“渗透”，让教徒继续接受圣座的领导，拒绝在教会内部开展“反帝爱国运动”，他组织并亲自督导了“不投降、不退让、不出卖”的中华圣母军支团，阻止圣母军成员向政府登记和退团，拒不参加各级“爱国会”组织。

### 被捕和判刑
1955年9月8日，龚品梅与范忠良、金鲁贤等30多名神父及300多名教徒在上海被逮捕入狱。当局称，上海市破获的以龚品梅为首的反革命集团，是帝国主义者有计划地训练和组织起来的暗藏在天主教内的特务间谍集团。
1960年3月，上海市中级人民法院对龚品梅反革命集团案进行公开审理；3月21日判处龚品梅无期徒刑，剥夺政治权利终身。判决书说：“根据上列龚品梅反革命叛国集团所进行的一系列罪恶活动，本庭确认：以被告龚品梅为首的反革命叛国集团，披着宗教外衣，勾结帝国主义，背叛祖国，是帝国主义用以颠覆我国人民民主政权的重要工具，已构成严重的叛国罪行。”

### 软禁
龚品梅于1985年7月被假释，交由上海市天主教爱国会系统软禁看管。

### 留居美國
1988年1月，中华人民共和国政府宣布提前释放龚品梅，恢复其人身自由。
1988年，龚品梅因心脏病被获准前往美国接受治疗，其后一直居美。 
离开中国后，龚品梅成立了以他的名字命名的基金会，并一直呼吁中国大陆当局给予人民更大的宗教信仰自由。
龚品梅因胃癌于美国东部时间2000年3月12日上午三时零五分在美国康涅狄格州斯坦福市去世，享年九十八周岁。

## 宗教事务
- 教宗若望保祿二世1979年6月秘密任命仍在狱中的龚品梅为司铎级枢机，接替前任于斌的职务，1989年赴梵蒂岡与教宗会面。1991年6月29日，教宗在罗马接见了龚品梅主教，并授予枢机红冠。按照「默存心中」的规例计算，龚品梅枢机被列为第三位中国籍枢机。
- 天主教輔仁大學于1989年（中华民国七十八年）11月頒贈龔品梅主教榮譽博士學位。

## 其它事件
- 1998年6月，97岁的龚品梅把他的中华人民共和国护照拿到中国驻纽约总领事馆办理延期时，总领事馆把他的护照吊销並取消中華人民共和國國籍。
- 据旧金山湾区波罗阿多的Rayman V. Dunn神父说，龚品梅在遗嘱中要求：当中国不再由共产党当权时，将他的遗体重新安葬在故乡上海。

## 继承
2000年，圣座任命地下教会的范忠良继任天主教上海教区的正权主教，及天主教南京教区署理主教，并且是地下教会的天主教中国大陆主教团团长。但是未获中国政府承认、并且常年受到监视。中国政府承认的上海教区的正权主教是金鲁贤，起初是自选自圣产生，不被聖座承认；后来经他本人申请，获得与教宗的共融，但是只被承认是上海教区助理主教。

## 评价

### 負面評價
- 1956年1月31日，当时的中華人民共和國政法系统領導人董必武在中国人民政治协商会议第二届全国委员会第二次全体会议上提出《关于肃清一切反革命分子问题的报告》。
- 中共《上海党志》（第八篇、第五章、第二节）称：“龚品梅反革命集团继续进行破坏反帝爱国运动和颠覆新中国的间谍活动，成为天主教内反革命分子进行破坏活动的全国指挥中心。9月，上海公安部门在天主教爱国人士和广大教徒的支持和配合下，摧垮龚品梅反革命集团，依法逮捕龚品梅及一批反革命骨干分子。”
- 《中国大百科全书·宗教》（中国大百科全书出版社1988年版）“中国天主教反帝爱国运动”条目中，关于龚品梅：“1955年，因上海教区主教龚品梅等人仍顽固执行外国势力的指示，进行反革命叛国活动，受到国法惩处。”
- 1991年6月16日，中华人民共和国外交部发言人在答记者问时说，梵蒂冈最近宣布教皇任命龚品梅为红衣主教是对中国内政的干涉。次日，中国天主教主教团、中国天主教爱国会和中国天主教教务委员会就罗马教廷委任龚品梅为枢机一事联名发表声明，批评罗马教廷最近公布委任龚品梅为枢机的决定。称：龚品梅是在新中国成立之初，因破坏政府法令、政策的实施，犯反革命叛国罪而被判刑的。罗马教廷在龚品梅服刑期间秘密委任他为枢机，事隔12年又公布这一决定，罗马教廷的决定是对中国天主教事务的干涉。
- 1998年2月12日，国家宗教事务局局长叶小文在纽约接受中華人民共和國报界的访问时说：“龚品梅犯了分裂国家，危害人民的大罪。”
- 中國天主教地上教會系統的上海教區主教金魯賢（聖座認可為助理主教）在回憶錄《絕處逢生》中對龔品梅評價頗低。他在回憶錄中稱20世紀50年代初龔品梅曾問他「（美國、蔣介石）何時回來？」，認為龔當時採取的極端反共政策導致上海教區諸多教友在政治高壓下蒙難。另外，他還認為龔到美國後因不通英語，言行完全受到家族的控制[1]。

### 正面評價
- 天主教保定教区为龚品梅主教诞辰的贺词：“一品寒梅雪中傲立，独挡风霜春撒人间”
- 美国天主教主教团华人牧民中心主任江绥蒙席说，虽然龚枢机被拘禁了将近三十三年，但在这段期间，龚品梅主教成为中国基督信徒的效法典范，不愧为耶稣信徒。
- 中华民国籍枢机主教单国玺说：龚品梅生前受尽磨难，死后北京当局又说他是分裂国家民族的罪犯，但是历史将会还他一个公道，他是“真正有是非之心的人”，将受后世教会及人民景仰。